# Vital II Michele
Vital II Michele, född 1100-talet, död 1172, var en venetiansk doge. Han var regerande doge av Venedig 1156–1172. 